# Kotasaari (ö i Lappland, Östra Lappland, lat 66,50, long 28,36)
Kotasaari är en ö i Finland. Den ligger i sjön Karhujärvi och i kommunen Salla i den ekonomiska regionen  Östra Lapplands ekonomiska region  och landskapet Lappland, i den norra delen av landet, 700 km norr om huvudstaden Helsingfors. Öns area är 4,5 hektar och dess största längd är 460 meter i öst-västlig riktning.